# Grézieux-le-Fromental
Grézieux-le-Fromental is een gemeente in het Franse departement Loire (regio Auvergne-Rhône-Alpes) en telt 114 inwoners (2009). De plaats maakt deel uit van het arrondissement Montbrison.

## Geografie
De oppervlakte van Grézieux-le-Fromental bedraagt 10,5 km², de bevolkingsdichtheid is dus 10,9 inwoners per km².
De onderstaande kaart toont de ligging van Grézieux-le-Fromental met de belangrijkste infrastructuur en aangrenzende gemeenten.

## Demografie
Onderstaande figuur toont het verloop van het inwonertal (bron: INSEE-tellingen).